# When the Levee Breaks
When the Levee Breaks – bluesowa piosenka, której autorami i pierwszymi wykonawcami (1929) było małżeństwo Kansas Joe McCoy i Memphis Minnie. Tekst utworu zainspirowany został wielką powodzią w Mississippi z 1927 roku.
Popularny cover utworu w wykonaniu angielskiego zespołu Led Zeppelin znalazł się na ich niezatytułowanym czwartym albumie studyjnym.